# Liste der Biografien/Tew
Liste der Biografien |
Portal Biografien |
Personensuche
# |
A |
B |
C |
D |
E |
F |
G |
H |
I |
J |
K |
L |
M |
N |
O |
P |
Q |
R |
S |
T |
U |
V |
W |
X |
Y |
Z |
?
 
Ta |
Tc |
Te |
Tf |
Tg |
Th |
Ti |
Tj |
Tk |
Tl |
Tm |
To |
Tq |
Tr |
Ts |
Tu |
Tv |
Tw |
Tx |
Ty |
Tz
 
Tea |
Teb |
Tec |
Ted |
Tee |
Tef |
Teg |
Teh |
Tei |
Tej |
Tek |
Tel |
Tem |
Ten |
Teo |
Tep |
Teq |
Ter |
Tes |
Tet |
Teu |
Tev |
Tew |
Tex |
Tey |
Tez
Die Liste der Biografien führt alle Personen auf, die in der deutschsprachigen Wikipedia einen Artikel haben. Dieses ist eine Teilliste mit 58 Einträgen von Personen, deren Namen mit den Buchstaben „Tew“ beginnt.

## Tew
- Tew, Alex (* 1984), britischer Initiator der „Million Dollar Homepage“
- Tew, Henry (1654–1718), englischer Politiker und Offizier
- Tew, Ruby (* 1994), neuseeländische Ruderin
- Tew, Thomas († 1695), amerikanischer Pirat

### Tewa
- Tewa Saengnako (* 1988), thailändischer Fußballspieler
- Tewa, Waisake (* 2003), fidschianischer Leichtathlet
- Tewaag, Benjamin (* 1976), deutscher Moderator, Schauspieler und Musiker
- Tewaag, Bernd (* 1948), Filmproduzent
- Tewaag, Carl (1844–1928), deutscher Jurist, Unternehmer und Kommunalpolitiker
- Tewaag, Carl Wilhelm (1878–1971), deutscher Verwaltungsjurist, Bankier und Politiker
- Tewaag, Johann Daniel (1754–1823), deutscher evangelischer Pfarrer, Rektor und Autor
- Tewaaki, Karitaake (* 1997), kiribatische Sprinterin
- Tewanima, Lewis (1888–1969), US-amerikanischer Langstreckenläufer

### Tewd
- Tewdore Kwelteli, georgischer Priester, Märtyrer und Heiliger der orthodoxen Kirche

### Tewe
- Tewekeljan, Wartkes (1902–1969), sowjetisch-armenischer Autor
- Tewelde, Hiskel (* 1986), eritreischer Langstreckenläufer
- Tewelde, Jani (* 1990), eritreischer Radrennfahrer
- Teweldebrhan, Teklit (* 1993), eritreischer Mittelstreckenläufer
- Tewele, Franz (1841–1914), österreichischer Schauspieler und Theaterdirektor
- Teweles, Heinrich (1856–1927), Bühnendichter, Sachbuchautor, Essayist, Theaterkritiker, Chefredakteur und Theaterleiter
- Tewes, August (1831–1913), deutsch-österreichischer Rechtswissenschaftler und Hochschullehrer
- Tewes, Detlef (* 1960), deutscher Mandolinist der klassischen und neuen Musik
- Tewes, Donald Edgar (1916–2012), US-amerikanischer Politiker
- Tewes, Ernst (1908–1998), deutscher Geistlicher, Weihbischof der römisch-katholischen Kirche im Erzbistum München und Freising
- Tewes, Friedrich (1859–1931), deutscher Altertumsforscher und der Bibliothekar der hannoverschen Stadtbibliothek
- Tewes, Henning (* 1972), deutscher Medienmanager
- Tewes, Jan-Peter (* 1968), deutscher Hockeyspieler
- Tewes, Joki (* 1978), deutsche Bühnen- und Kostümbildnerin
- Tewes, Karl (1886–1968), deutscher Fußballspieler
- Tewes, Lauren (* 1953), US-amerikanische Schauspielerin
- Tewes, Lorenz (1898–1970), deutscher NSDAP-Funktionär
- Tewes, Ludger (* 1955), deutscher Romanist und HistorikerLudger Tewes (* 1955)

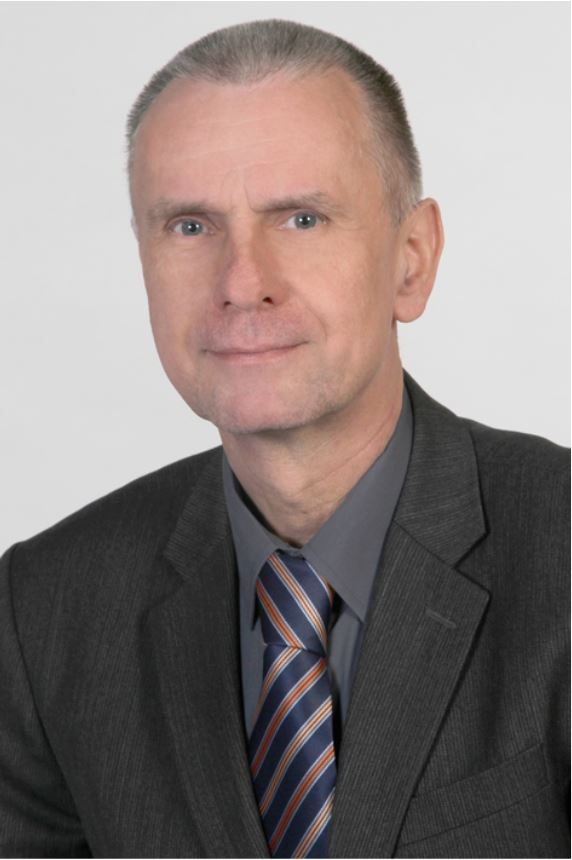
Ludger Tewes (* 1955)

- Tewes, Rolf (* 1935), deutscher Politiker (SPD)
- Tewes, Rudolf (1879–1965), deutscher Maler
- Tewes, Stefan (* 1967), deutscher Hockeyspieler
- Tewes, Stefan (* 1980), deutscher Wirtschaftswissenschaftler
- Tewes, Uwe (* 1939), deutscher Psychologe
- Tewes, Wilhelm (1878–1957), deutscher Politiker (Zentrum, später CDU), MdL
- Tewes-Heiseke, Bärbel (* 1940), deutsche Politikerin (SPD), MdL

### Tewf
- Tewfik, Makarios (* 1945), ägyptischer Geistlicher, emeritierter koptisch-katholischer Bischof von Ismayliah

### Tewi
- Tewinkel, Clemens (* 1970), deutscher Musiker

### Tewj
- Tewjaschow, Stepan Iwanowitsch, russischer Philosoph, Oberst und Würdenträger, Sohn des Wojewodas von Stary Oskol Iwan Tewjaschow

### Tewk
- Tewksbury, Mark (* 1968), kanadischer Schwimmer
- Tewksbury, Walter (1876–1968), US-amerikanischer Leichtathlet und Mediziner

### Tewl
- Tewlin, Boris Grigorjewitsch (1931–2012), russischer Musikwissenschaftler und Chorleiter

### Tewo
- Tewodros I. († 1414), Negus Negest (Kaiser) von Äthiopien
- Tewossjan, Iwan Fjodorowitsch (1902–1958), sowjetischer Politiker, Diplomat und Parteifunktionär

### Tews
- Tews, Andreas (* 1968), deutscher Boxer
- Tews, Chiara (* 2002), deutsche Schauspielerin
- Tews, Christian (* 1980), deutscher Sportökonom, Unternehmer und FernsehdarstellerChristian Tews (* 1980)

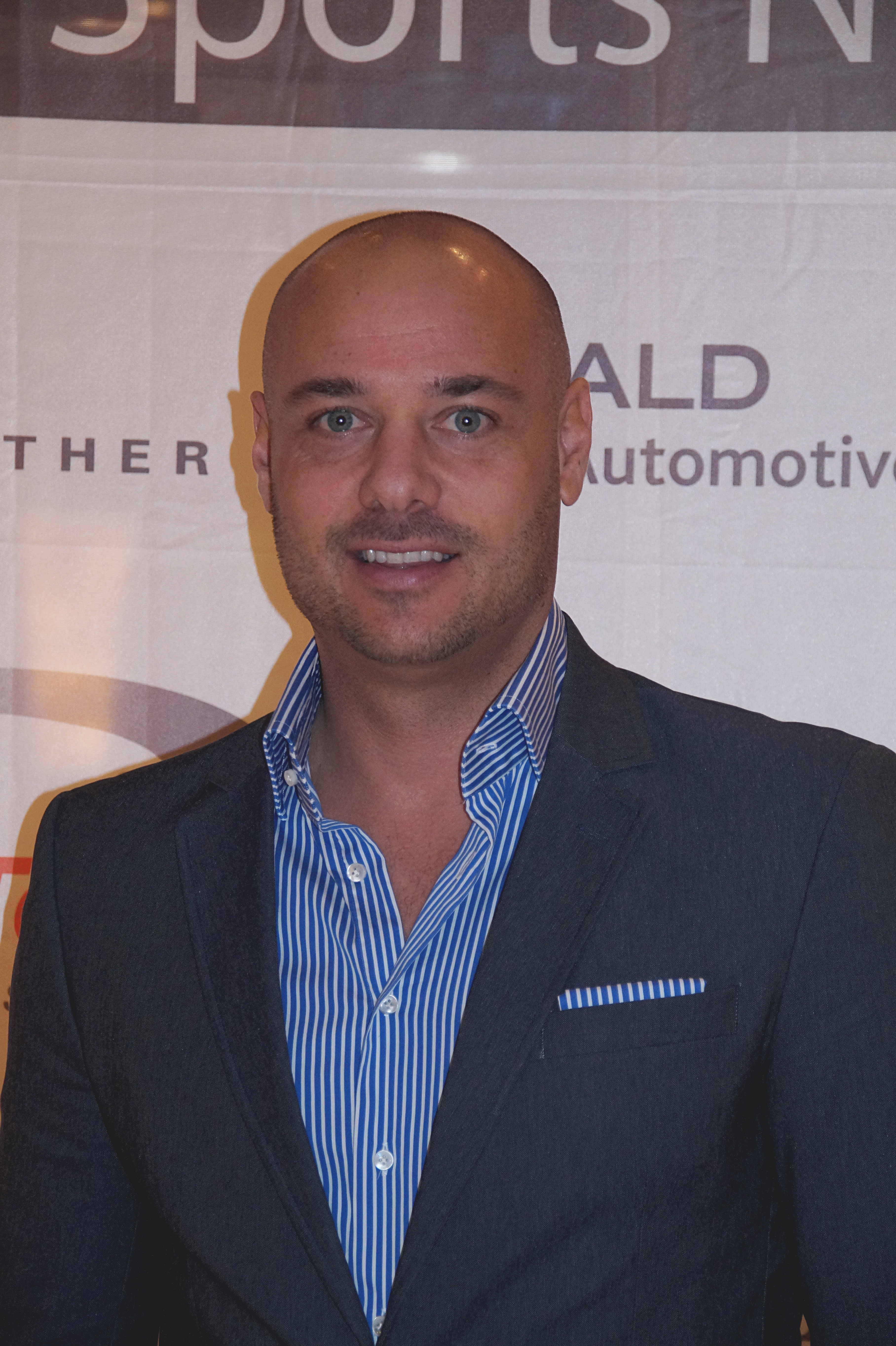
Christian Tews (* 1980)

- Tews, Gernot (* 1952), österreichischer Facharzt für Frauenheilkunde
- Tews, Johannes (1860–1937), deutscher Pädagoge und Erwachsenenpädagoge
- Tews, Lydia (* 1951), deutsche Krimiautorin
- Tews, Wilfried (* 1947), deutscher Schüler, Mauer-Opfer
- Tewsadse, Dawid (* 1949), georgischer Politiker, Verteidigungsminister Georgiens (1998–2004)
- Tewsley, Robert (* 1972), englischer Balletttänzer
- Tewson, Josephine (1931–2022), britische Schauspielerin
- Tewson, Vincent (1898–1981), britischer Gewerkschafter